# Finrail
Finrail Oy est une entreprise publique responsable des services de gestion du trafic ferroviaire en Finlande

## Histoire
Le 1er janvier 2015, la société a été cédée par le groupe VR pour former une société par actions appartenant à l'État finlandais.
La société a pour mission de fournir des services de gestion du trafic.